# Allegiance (švédská hudební skupina)
Allegiance (v překladu z angličtiny věrnost) byla švédská metalová kapela z města Söderköping. Zformovala se v roce 1989. Hrála zpočátku death metal, později se přeorientovala na black metal a viking metal. Součásti loga kapely je Thórovo kladivo.
Debutové studiové album s názvem Hymn till hangagud vyšlo v roce 1996 pod hlavičkou hudebního vydavatelství No Fashion Records. Následovaly personální rošády a další dvě řadové desky Blodörnsoffer (1997) a Vrede (1999), poté se kapela rozpadla.

## Diskografie
Dema
- Sick World (1989)
- Eternal Hate (1990)
- The Beginning Was the End (1991)
- Odin äge er alle (1993)
- Hövfdingadrapa (1994)

Studiová alba
- Hymn till hangagud (1996)
- Blodörnsoffer (1997)
- Vrede (1999)

Kompilační alba
- Hymns of Blod (2002)

Box sety
- Complete Album Anthology (2020)